# Avelia Horizon
De Avelia Horizon is een type dubbeldeks-hogesnelheidstrein, ontwikkeld en gebouwd door het Franse Alstom, als vijfde generatie van zijn productlijn TGV. Door de voornaamste klant SNCF wordt dit type TGV M genoemd (M voor modulair).

## Geschiedenis
In september 2016 sloten de SNCF en Alstom een akkoord voor het ontwerp en de levering van de TGV M.
In juli 2018 bestelde de SNCF 100 Avelia Horizon treinstellen voor €2,7 miljard.
De eerste Avelia Horizon verliet de fabriek in december 2022.

## Techniek
Doordat de trein beschikt over remmen waarmee energie teruggewonnen wordt (recuperatief remmen) is deze efficiënter dan eerdere modellen, zoals de TGV Duplex.

## Uitrusting
Qua autonome toegankelijkheid heeft de TGV M een deur met gelijkvloerse toegang vanop perrons van 55 cm (zoals in Frankrijk en Italië). Rolstoelers kunnen vervolgens met een draailift afdalen naar het benedendek op 30 cm hoogte. Vanop perrons van 76 cm, zoals in België, Duitsland of het Verenigd Koninkrijk, moet een verplaatsbare helling geplaatst worden, geholpen door de actieve ophanging die dit ene rijtuig tijdelijk wat kan verhogen. Het barrijtuig is niet toegankelijk met een rolstoel.

## Inzet

### Binnen Frankrijk
De SNCF plant deze TGV M als eerste in te zetten op de LGV Sud-Est.

### Internationaal
In 2022 plande de SNCF 6 van de 15 bestelde internationale TGV M's in te zetten ter vervanging van 6 TGV Réseau treinstellen op de verbinding Parijs - Lyon - Turijn - Milaan, vanaf 2026-27, Dat is het enige Franse traject waar de SNCF toen concurrentie kende, namelijk met de Frecciarossa van Trenitalia die wel al ETCS aan boord had en daardoor als concurrentieel voordeel de hogesnelheidslijn Turijn - Milaan kon gebruiken.
In 2024 maakte de SNCF bekend dat ze vanaf 2026 15 internationale TGV M's wil inzetten in Italië om daar de concurrentie aan te gaan op het Italiaanse spoor:
- 9 dagelijkse retourritten Turijn - Milaan - Rome - Napels
- 4 dagelijkse retourritten Turijn - Venetië

## Verwant
De Amerikaanse Avelia Liberty, die door Alstom in de Verenigde Staten wordt gebouwd voor de Acela Express van Amtrak, heeft overeenkomsten met de Avelia Horizon.